# 畳 (単位)
畳（じょう）は、部屋の大きさ（床面積）を表す単位である。帖と表記するのは慣用である。畳は大きさが様々だが、帖は1.62㎡と正確に定められている。故に不動産会社の広告などでは「帖」と表記される傾向が強い。

## 概要
本来は、実際に畳が敷かれている部屋（和室、日本間）の畳の枚数で床面積を表すものだが、畳が敷かれていない部屋（洋間など）の場合でも一般的な畳の大きさに基づいて面積を計算し、便宜的に「畳」で床面積を表す場合が多い。現代では感覚的な大きさを示す感覚単位として用いられている。
ただし、畳の大きさには複数の種類があるので、どのサイズの畳に基づくかによって面積は変わる。